# Coelinidea arizona
Coelinidea arizona är en stekelart som beskrevs av Riegel 1982. Coelinidea arizona ingår i släktet Coelinidea och familjen bracksteklar. Inga underarter finns listade i Catalogue of Life.